# دوربین دنده عقب

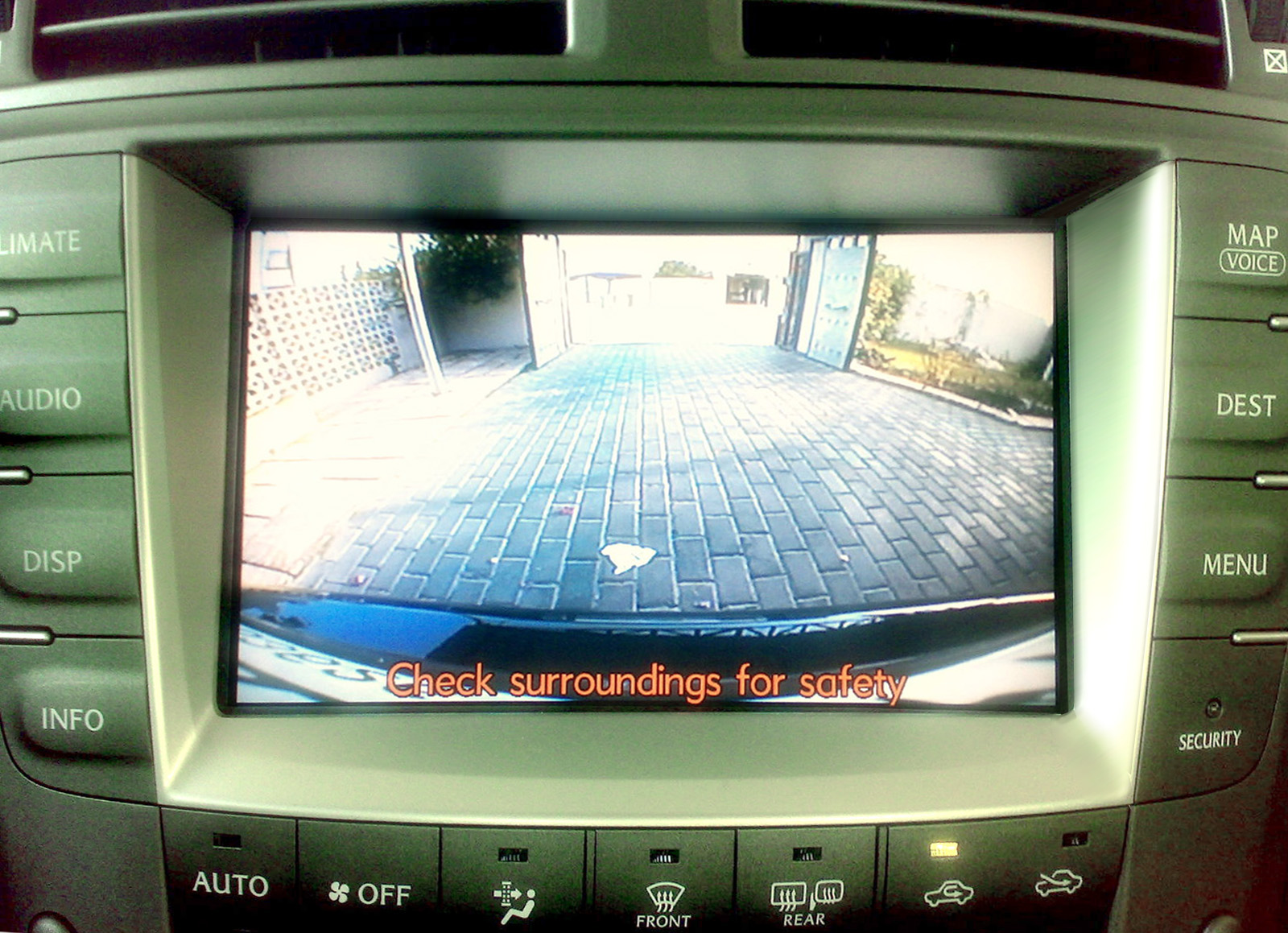
تصویر دوربین دنده‌عقب در صفحهٔ نمایشگر سیستم ناوبری لکسوس آی‌اس ۲۵۰

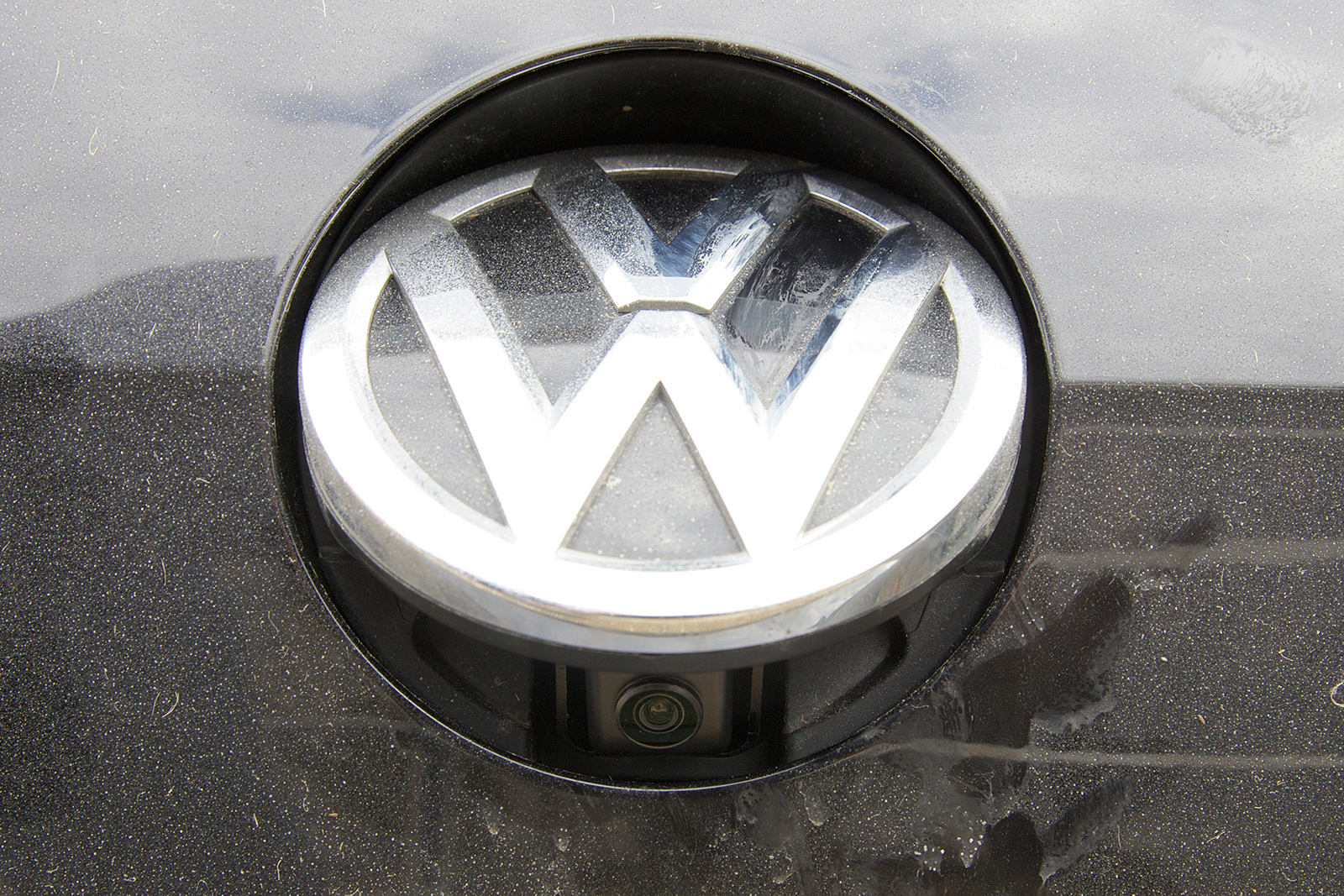
دوربین دنده‌عقب در فولکس‌واگن گلف ام‌کا۷

دوربین دنده‌عقب (به انگلیسی: Reversing camera) (که با نام‌های دوربین پشتیبان یا دوربین دید عقب نیز شناخته می‌شود)، یک نوع ویژه از دوربین ویدئویی است که به‌طور مخصوص برای نصب بر روی بخش عقب خودروها طراحی شده و کاربرد آن در کمک به راننده در عمل دنده‌عقب و کاهش نقطه‌های کور عقب خودرو است. این دوربین به‌طور ویژه برای پیشگیری از تصادف از عقب طراحی شده‌است. با توجه به میزان تلفاتی که در برخورد با عقب خودرو به ثبت رسیده، فضای عقب خودروها با نام «منطقهٔ مرگ» مورد اشاره قرار می‌گیرد. دوربین‌های دنده‌عقب برای نمایش تصویر عقب خودرو، عموماً به صفحهٔ نمایش سیستم صوتی خودروها متصل هستند.
با توجه به این که تصویر تولید شده توسط این نوع دوربین‌ها در محور افقی برگردانده شده و در واقع یک تصویر آینه‌ای است، دوربین‌های دنده‌عقب از سایر انواع دوربین متمایز هستند. این موضوع بسیار مهم است؛ چرا که میدان دید دوربین در جهت مخالف میدان دید راننده قرار دارد و باعث می‌شود در حالت عادی سمت چپ تصویر دوربین در سمت راست راننده و برعکس قرار بگیرد. تصویر آینه‌ای باعث از بین رفتن تناقض میان جهت‌های تصویر دوربین دنده‌عقب با آینه‌های فیزیکی نصب‌شده بر روی خودرو می‌گردد. دوربین‌های دنده‌عقب معمولاً از لنز واید یا لنز چشم‌ماهی بهره‌مند هستند. اگرچه این نوع از لنزها توانایی دوربین در ثبت تصاویر اشیاء دوردست را کاهش می‌دهند، اما در عین حال قابلیت به تصویر کشیدن نمای کاملی از عقب خودرو از یک گوشه تا گوشهٔ دیگر را برای آن فراهم می‌کنند. جهت تشخیص بهتر وجود احتمالی اشیاء روی زمین، و همچنین نمایش دقیق‌تر فاصله با دیوارها یا سایر موانع در عقب خودرو، دوربین‌های دید عقب به جای زاویهٔ مستقیم رو به عقب، معمولاً با کمی زاویه به سمت پایین نصب می‌شوند.